# Castello Piccolomini (Celano)
O Castello Piccolomini (Castelo Piccolomini) localiza-se na cidade de Celano, província de L'Aquila, na região de Abruzos (Itália).